# Улекс европейский
Улекс европе́йский, или Утёсник европейский, или Английский дрок (лат. Úlex europaéus) — вид деревянистых растений рода Утёсник (Ulex) семейства Бобовые (Fabaceae).

## Ботаническое описание

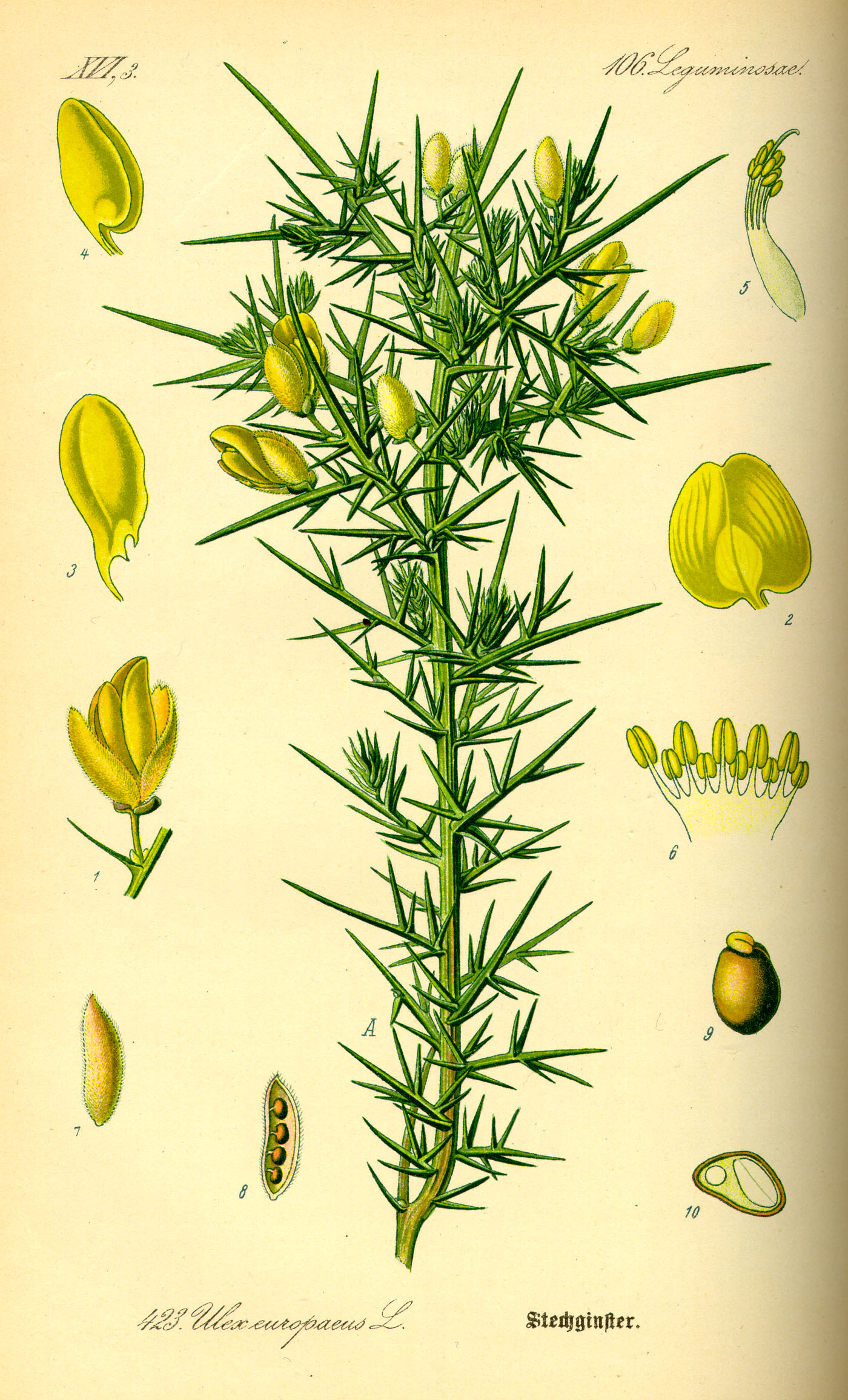

Высокий колючий кустарник (60—200 см, редко до 4 м) с прямостоячими ветвями c рассеянно-волосистым опушением.
Листья и боковые побеги линейные, остро-колючие, превратились в длинные шипы, лишь первые 2—3 листа при прорастании семян непарноперистые.
Цветоносы, чашечка и прицветники густо войлочно-опушённые. Прицветники небольшие, красновато-коричневые. Цветки золотисто-жёлтые, похожие на цветки караганы древовидной, одиночные, обыкновенного мотылькового типа. Чашечка двулопастная, железисто-волосистая,  разделена практически до основания. Венчик по длине немного превосходит чашечку. Тычинки спаяны нитями.
Бобы волосистые, длиной до 15 мм.

## Распространение
Встречается вдоль атлантического побережья Западной Европы (в Атлантическо-Европейской провинции) и в Средиземноморье.

## Значение и применение
Культивировать улекс европейский начали во Франции и Англии свыше 200 лет тому назад как кормовое растение на песчаных, каменистых, непригодных для других культур местах. Заготавливали зелёный корм и сено для лошадей, крупного рогатого скота и овец.
Из его цветов добывают жёлтую краску. Ветви употребляются как суррогат чая.